# Cornu Luncii
Cornu Luncii là một xã thuộc hạt Suceava, România. Dân số thời điểm năm 2002 là 7331 người.